# Biserica „Adormirea Maicii Domnului” din Cărpiniș
Biserica „Adormirea Maicii Domnului” din Cărpiniș este un monument istoric aflat pe teritoriul satului Cărpiniș; comuna Gârbova.